# Число Шервуда
Число Шервуда ({\displaystyle \mathrm {Sh} }) — критерий подобия для массообмена, равный отношению конвективного переноса к диффузии:
{\displaystyle \mathrm {Sh} \,={\frac {K\,L}{D}}},
где
- {\displaystyle K} — коэффициент массообмена;
- {\displaystyle L} — линейный размер частицы;
- {\displaystyle D} — коэффициент диффузии.

Число Шервуда можно определить как функцию чисел Рейнольдса и Шмидта:
{\displaystyle \mathrm {Sh} =f(\mathrm {Re} ,\mathrm {Sc} )}
Названо в честь Томаса Килгора Шервуда.